# ACC (czołg)
ACC (Auto-Canon de Cavalérie) – francuski wóz bojowy, z lat 1936-1940. 
Pojazd przeznaczony był do wsparcia kawalerii. Początkowo był to półgąsienicowy samochód pancerny, a później przerobiony na czołg Renault ACCI